# Pure Air
Pure Air es un álbum recopilatorio de Agua de Annique. Fue lanzado en 2009. Contiene canciones del primer álbum Aire, y también canciones con otros artistas.

## Lista de canciones
1. "The Blower's Daughter (con Danny Cavanagh de Anathema)" (Damien Rice cover)
2. "Beautiful One (feat. Niels Geusebroek from Silkstone)"
3. "Wild Flowers" (Frank Boeijen cover)
4. "Day After Yesterday (feat. Marike Jager)"
5. "Come Wander with Me (feat. Kyteman)" (Jeff Alexander cover)
6. "Valley of the Queens (feat. Arjen Lucassen from Ayreon)" (Ayreon cover)
7. "To Catch a Thief (feat. John Wetton from King Crimson & Asia)" (John Wetton & Geoff Downes cover)
8. "Ironic" (Alanis Morissette cover)
9. "What's the Reason? (feat. Niels Geusebroek from Silkstone)" (Silkstone cover)
10. "Yalin"
11. "Somewhere (feat. Sharon den Adel from Within Temptation)" (Within Temptation cover)
12. "Witnesses"
13. "The Power of Love" (Frankie Goes to Hollywood cover)

## Personal
- Anneke van Giersbergen - voces, piano
- Joris Dirks - guitarra, voces
- Jacques de Haard - bajo
- Rob Snijders - batería

### Invitados especiales
- John Wetton
- Danny Cavanagh
- Arjen Anthony Lucassen
- Sharon den Adel
- Marike Jager
- Niels Geusebroek
- Kyteman
- Marcel Verbeek
- Svetlana Tratch
- Dewi Kerstens
- Ewa Albering